# リヨン美術館
リヨン美術館（Musée des Beaux Arts de Lyon）は、フランスのリヨンにある美術館である。フランス国内でも規模の大きな美術館のひとつである。

## 沿革
リヨン美術館の建物は、かつてダム・ド・サン・ピエール王立大修道院として使われていた。フランス革命後に国内15の都市に絵画コレクションを設けるというジャン＝アントワーヌ・シャプタルの政令を受け、この建物のなかに美術館が設けられる。1803年より絵画コレクションが一般に公開されるようになる。1914年には自然史博物館が、1935年には併設されていた美術学校（リヨン国立高等美術学校)が分離され、1921年にリヨンの歴史に関する作品はガダーニュ博物館へと移された。

## コレクション
70の展示室には古代エジプトや古代ギリシアの美術品、新古典主義やロマン主義の作家たちの彫刻、ゴシック様式の絵画から19世紀までのイタリア、フランス、オランダ、フランドルの作品、またリヨン派の作品等を所蔵している。大階段を囲む壁には、ピエール・ピュヴィス・ド・シャヴァンヌの手による壁画『芸術とミューズにとって愛しい聖なる森』が描かれている。庭園も整備されており、ロダンの彫刻等が配置されている。

## ギャラリー

### 古代美術

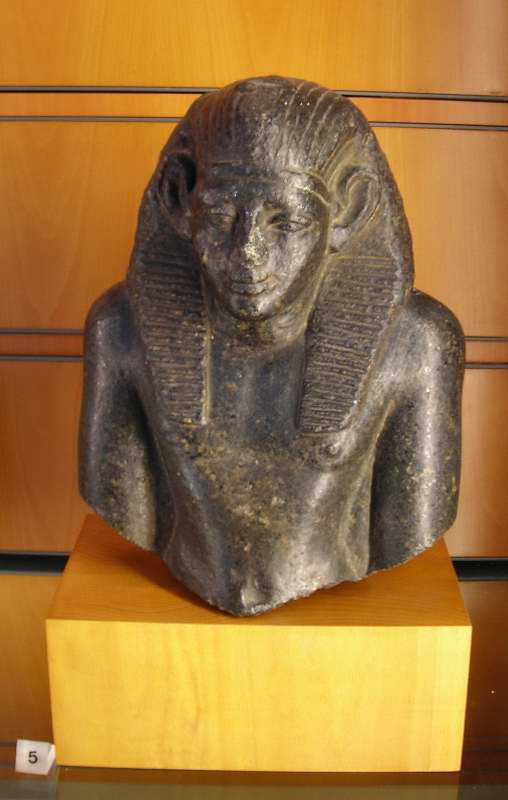
エジプト中王国の彫像
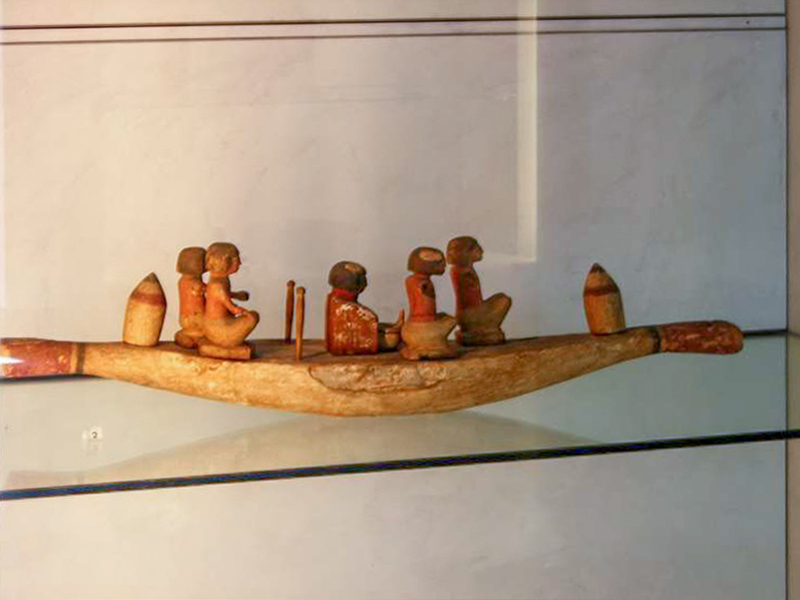
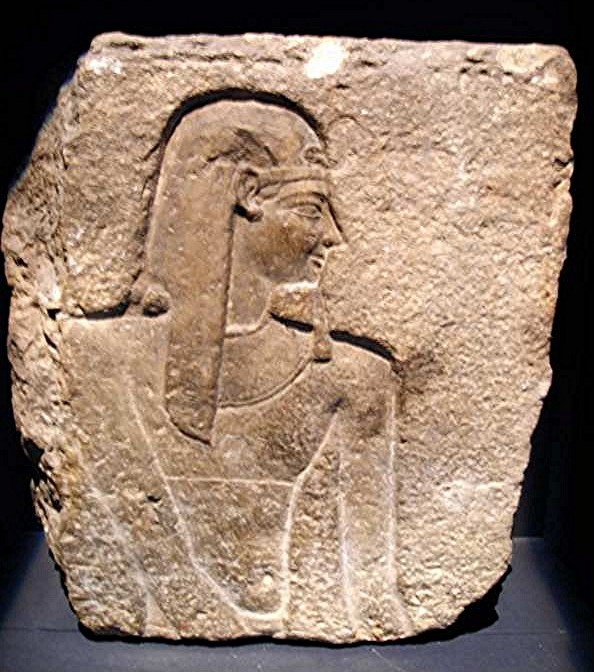

### 西洋絵画

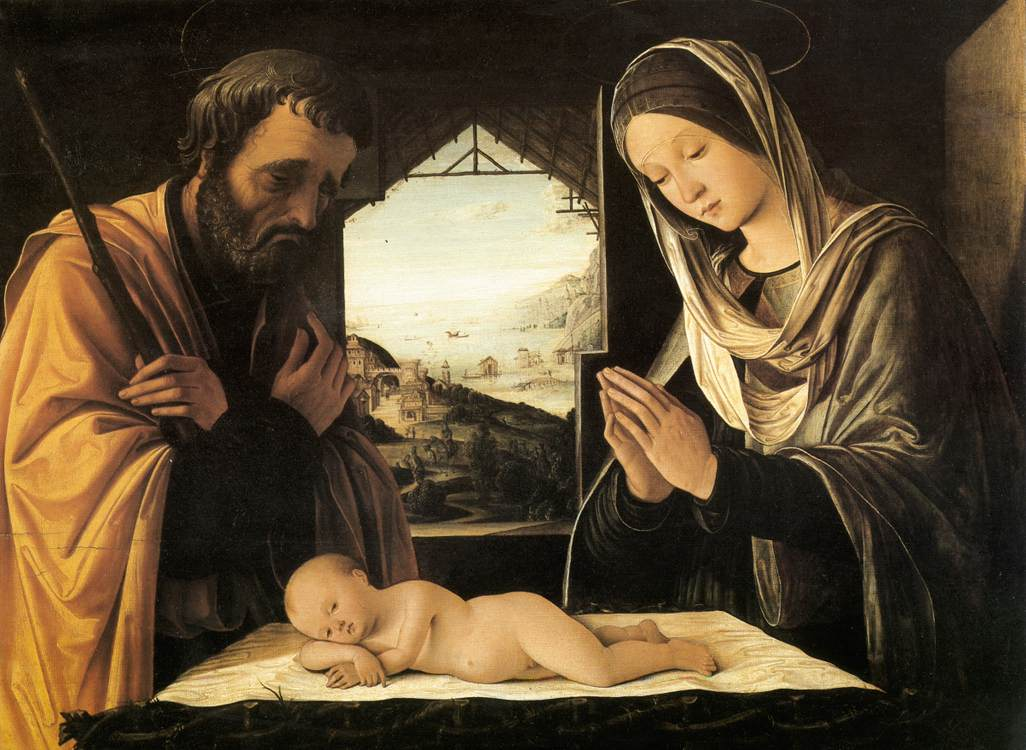
『キリストの誕生』 ロレンツォ・コスタ, 1490年頃
『聖母子と天使たち』 クエンティン・マサイス, 1509年頃
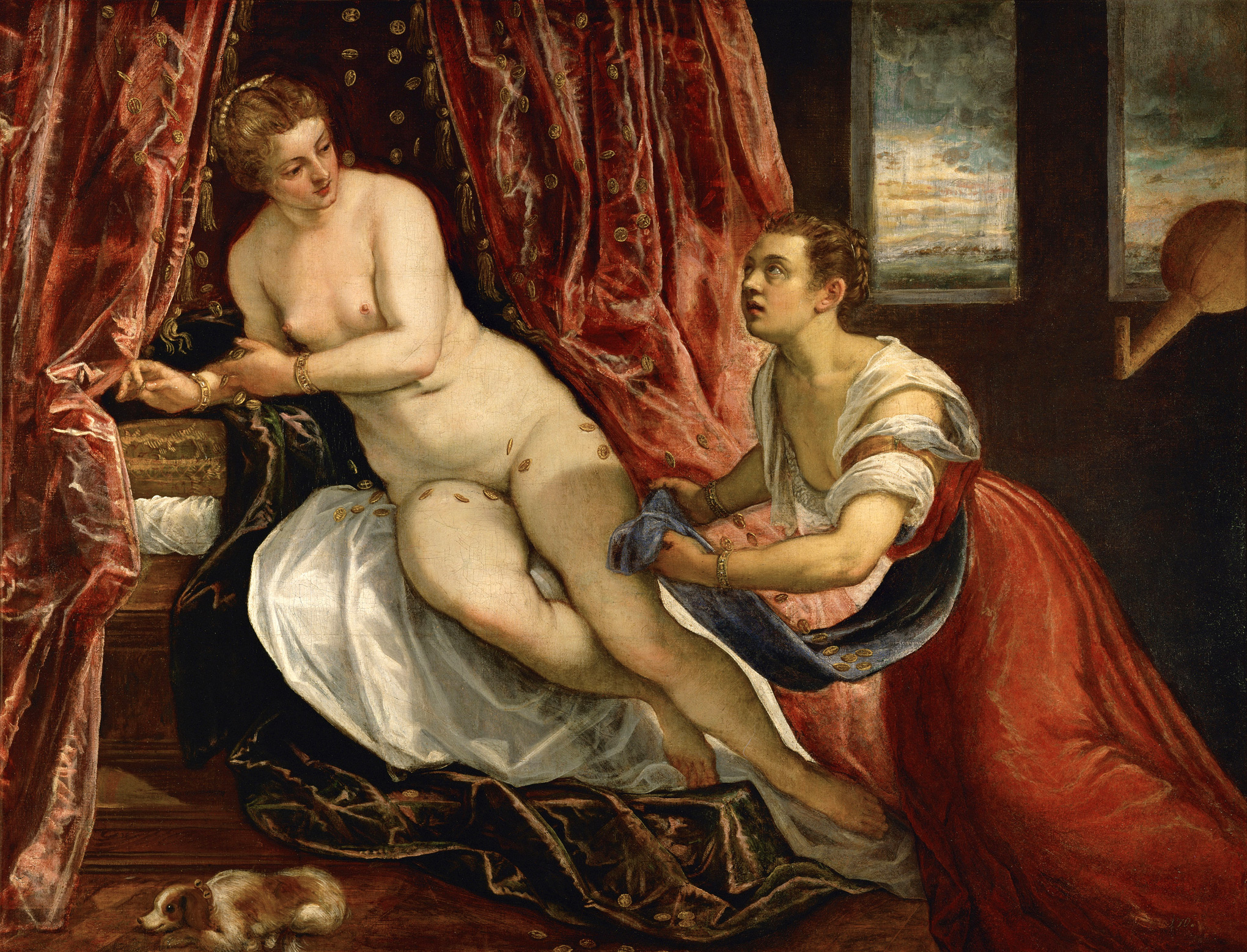
『ダナエ』 ティントレット, 1570年頃
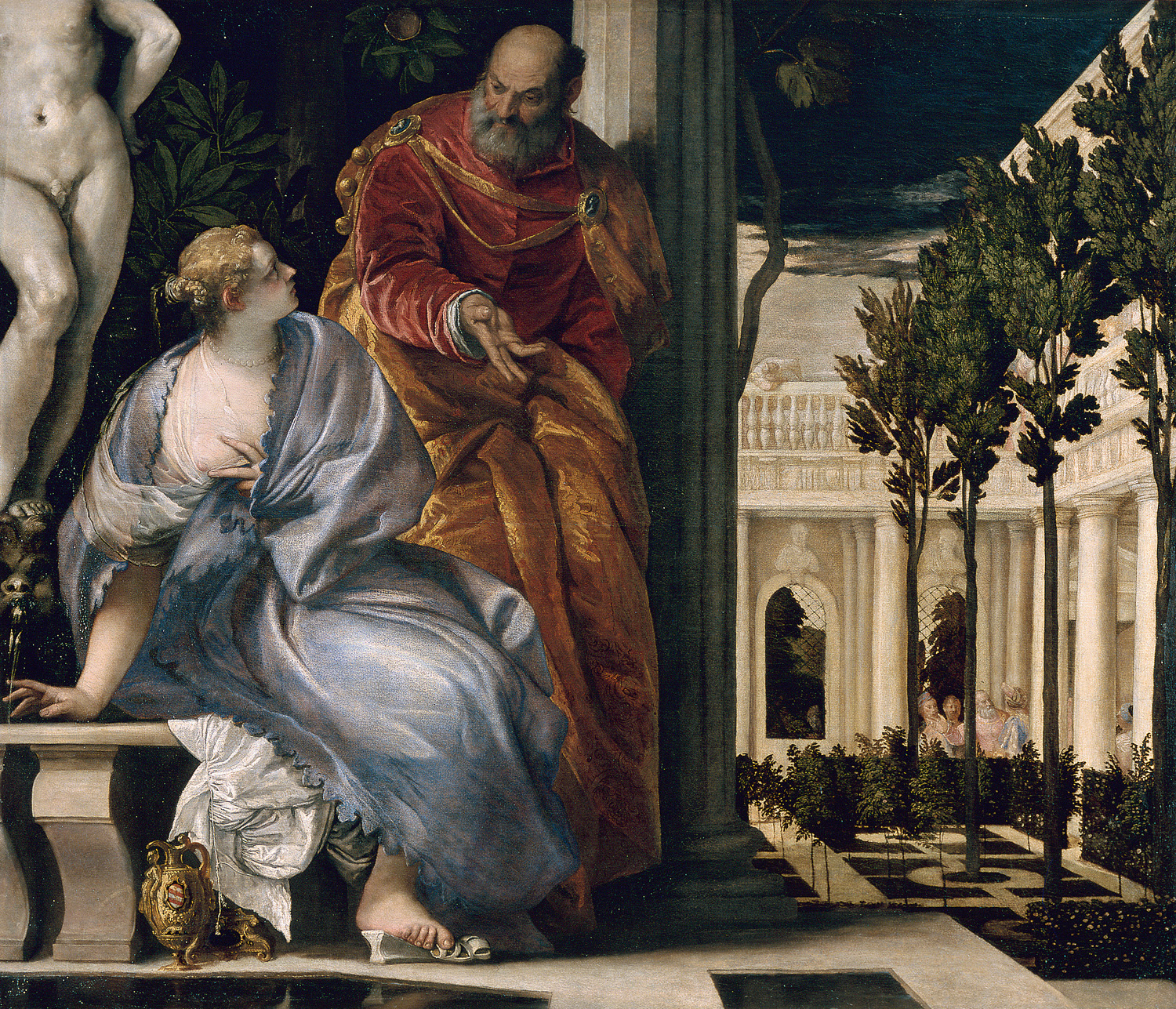
『バテシバの水浴』 パオロ・ヴェロネーゼ, 1575年頃
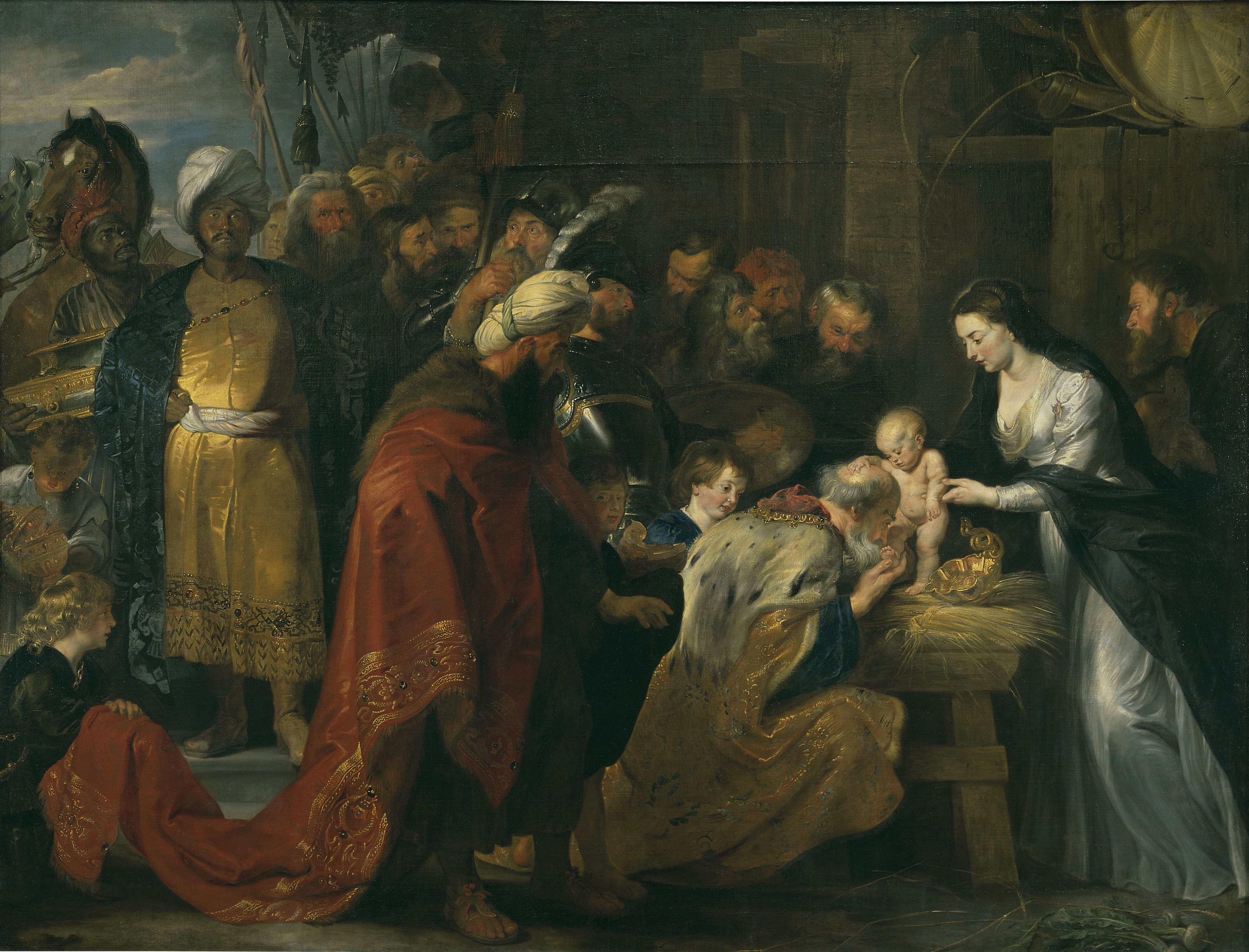
『東方三博士の礼拝』 ピーテル・パウル・ルーベンス, 1617年-1618年頃
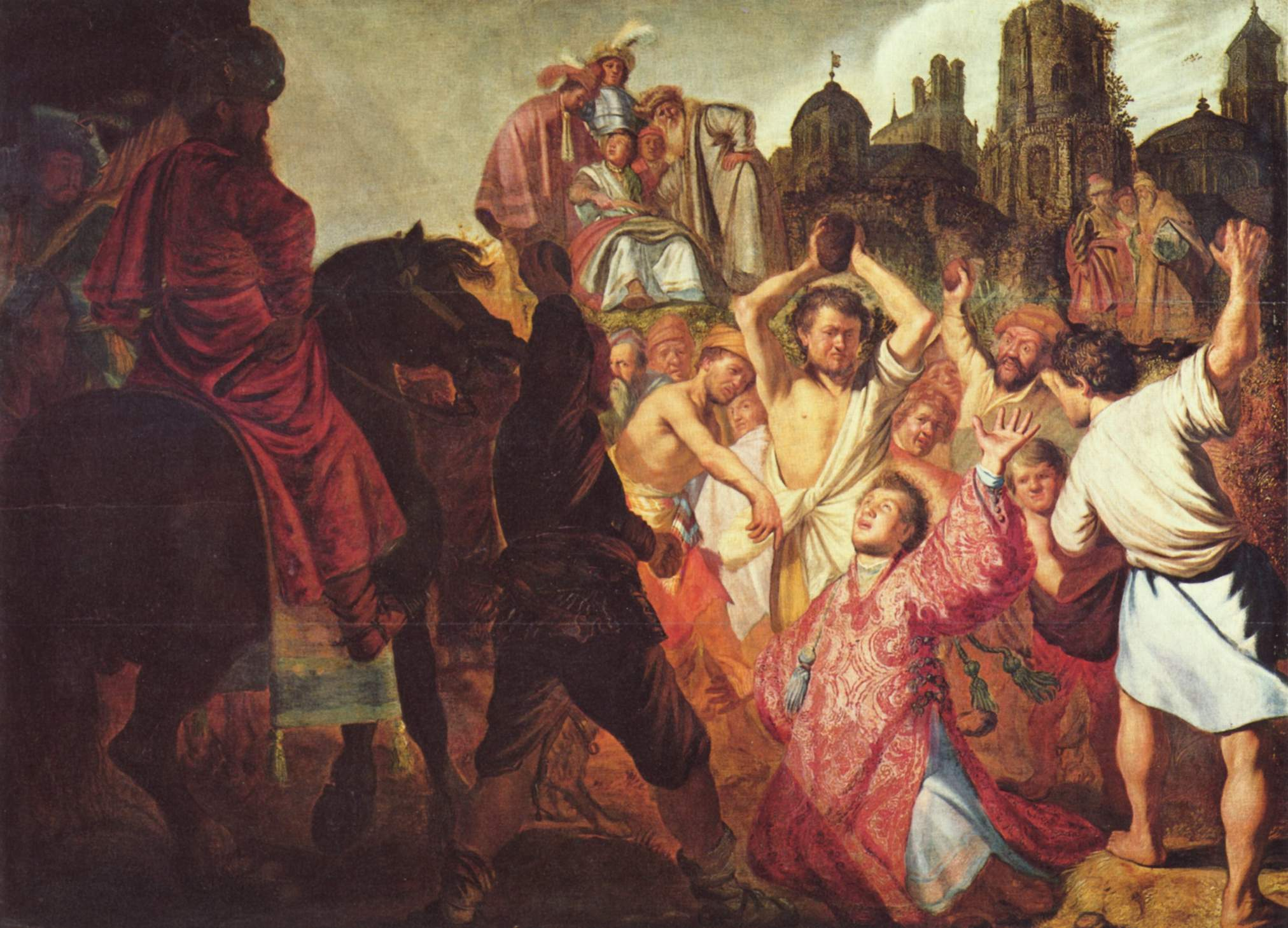
『聖ステファノの石打ち』 レンブラント・ファン・レイン, 1625年
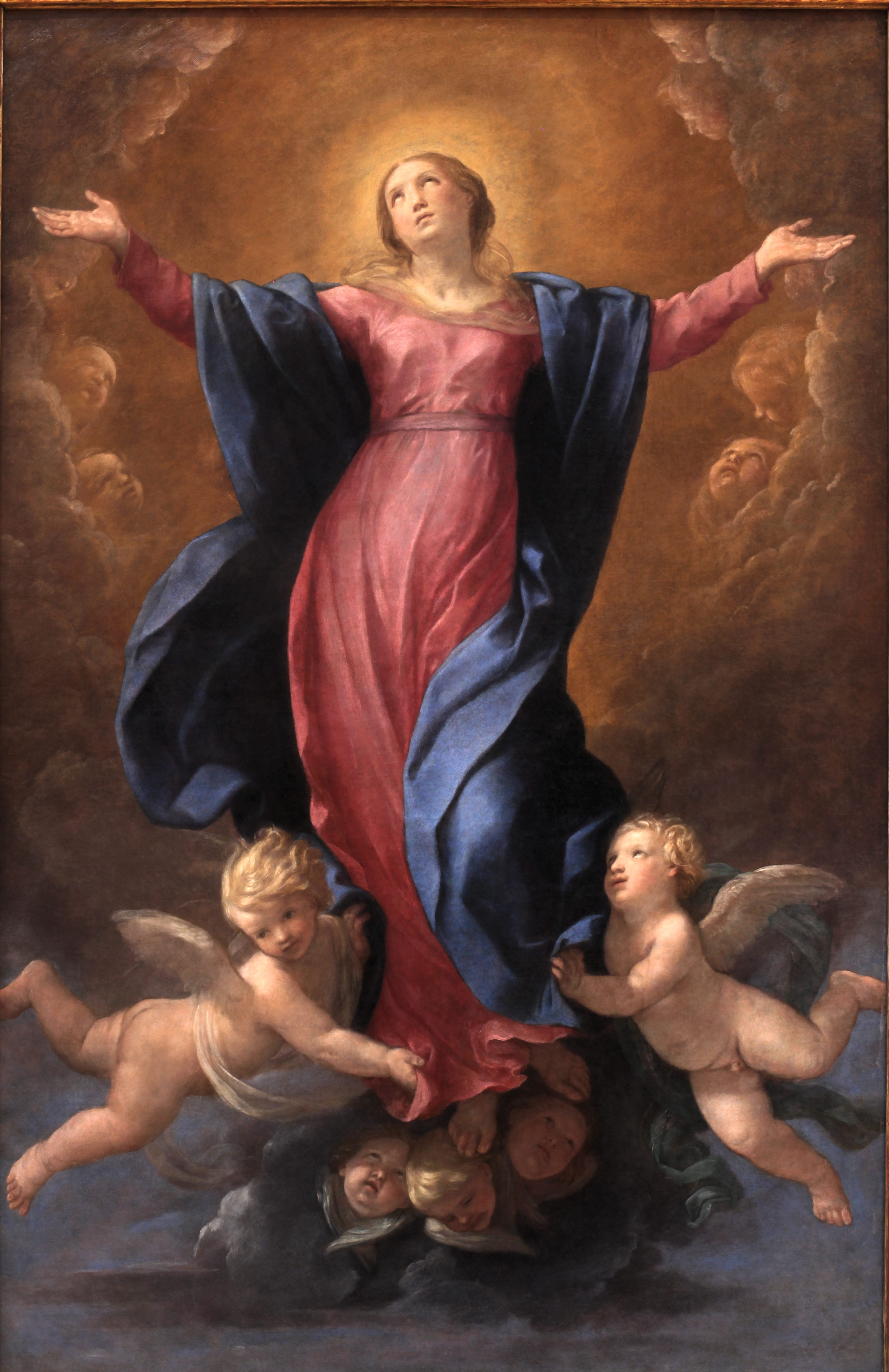
『聖母被昇天』 グイド・レーニ, 1637年
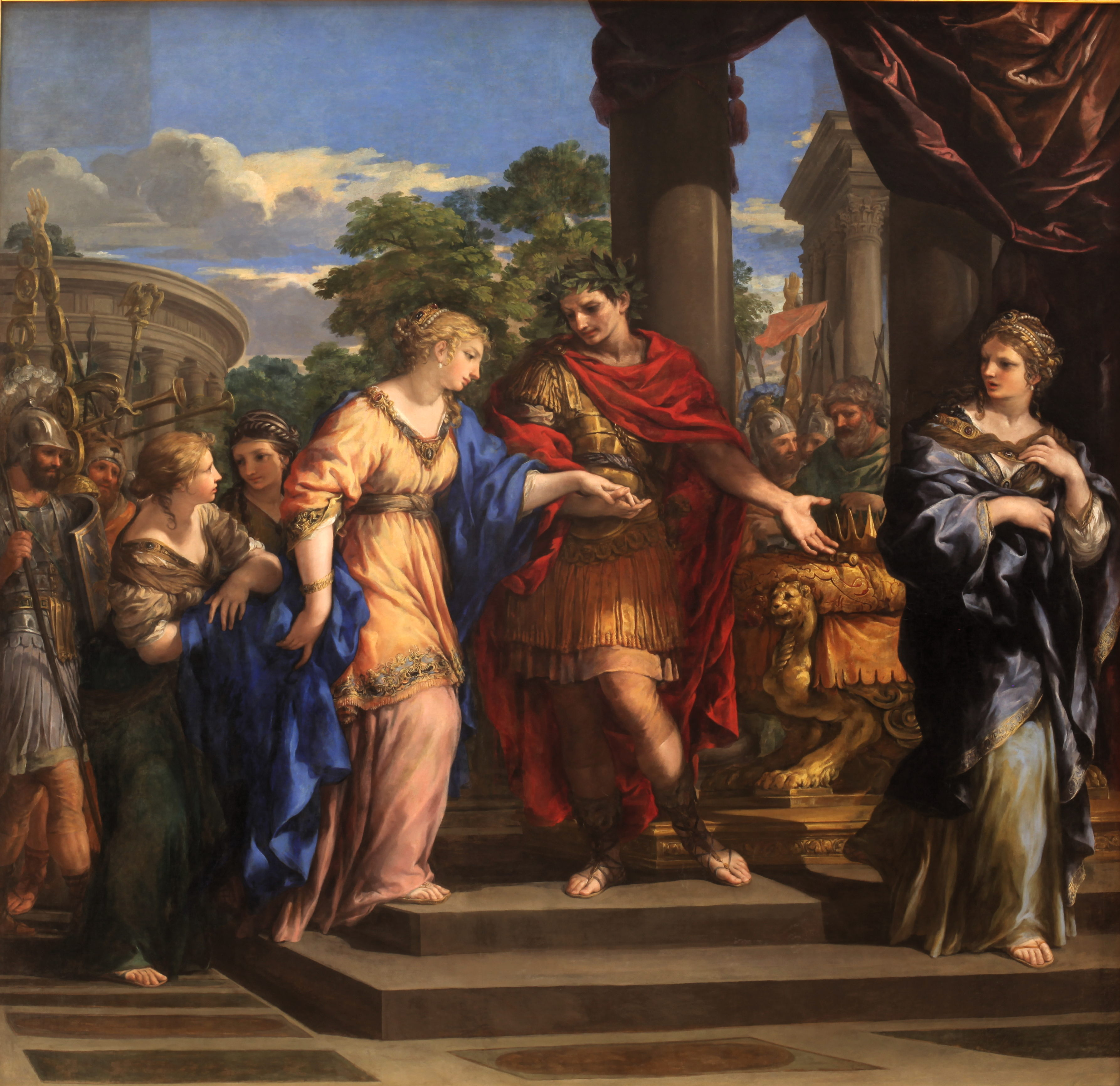
『カエサルがクレオパトラをエジプトの玉座に戻す』 ピエトロ・ダ・コルトーナ, 1637-1643年頃
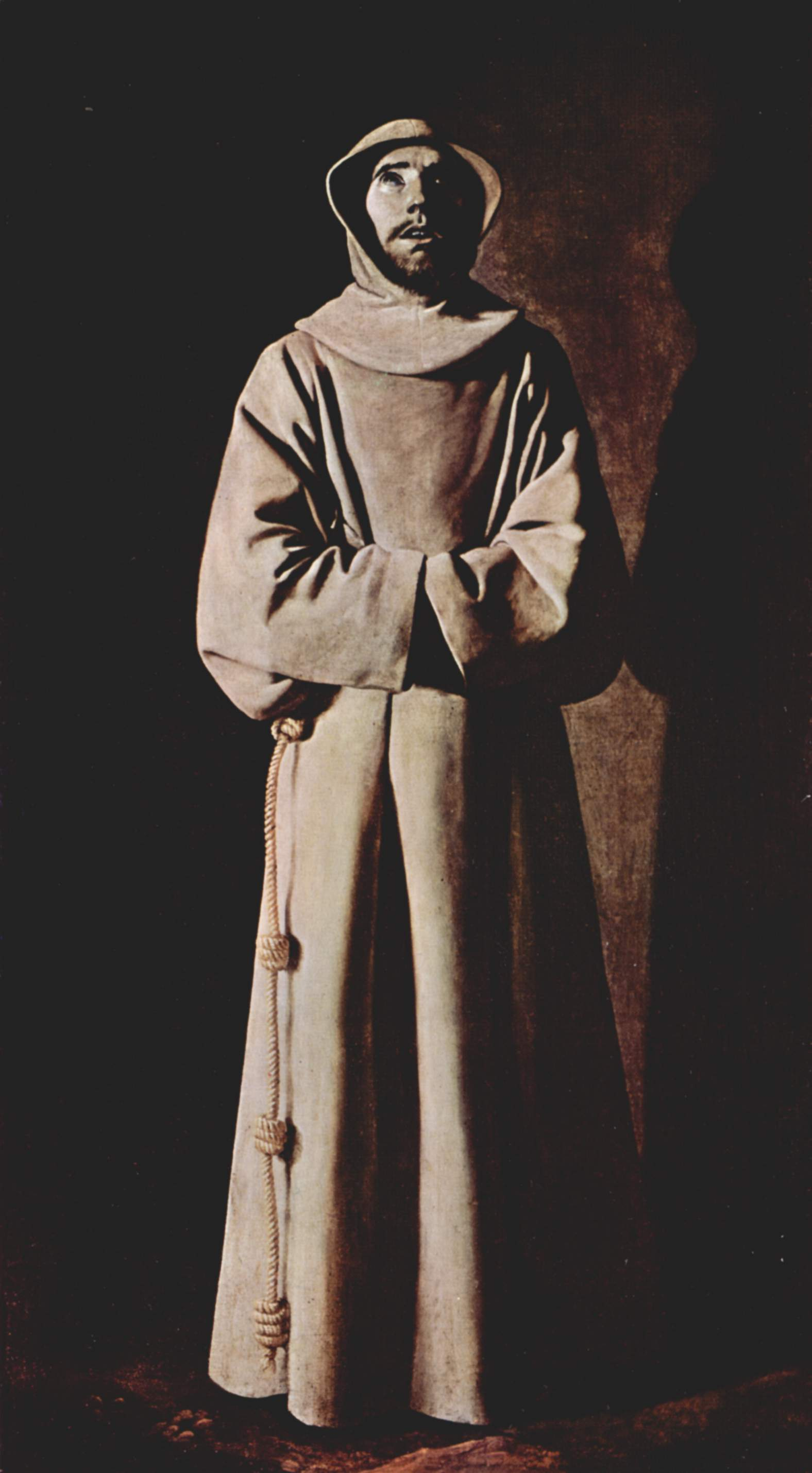
『アッシジの聖フランチェスコ』 フランシスコ・デ・スルバラン, 1645年頃
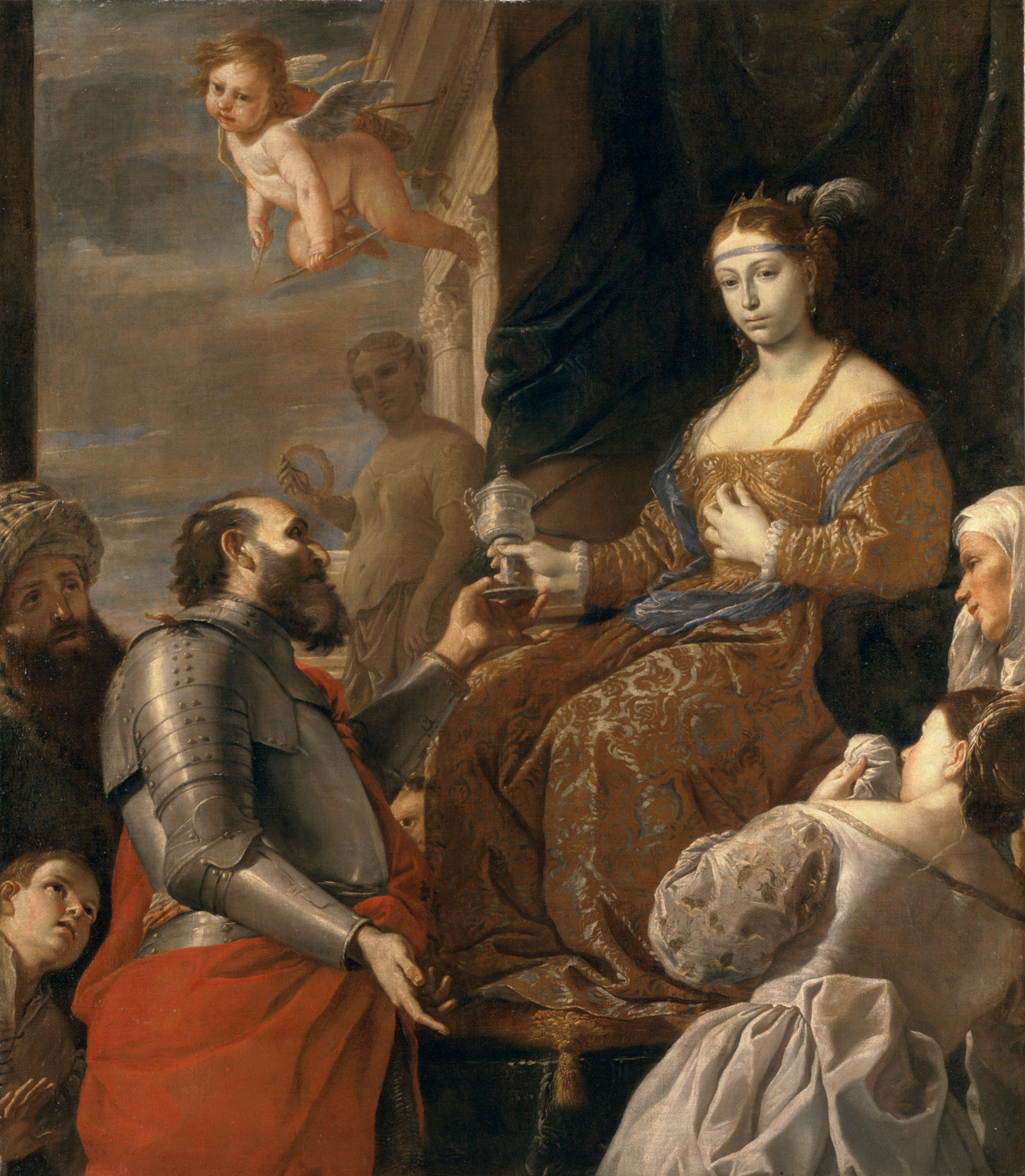
『ソフォニスバの死』 マッティア・プレーティ, 1670年頃
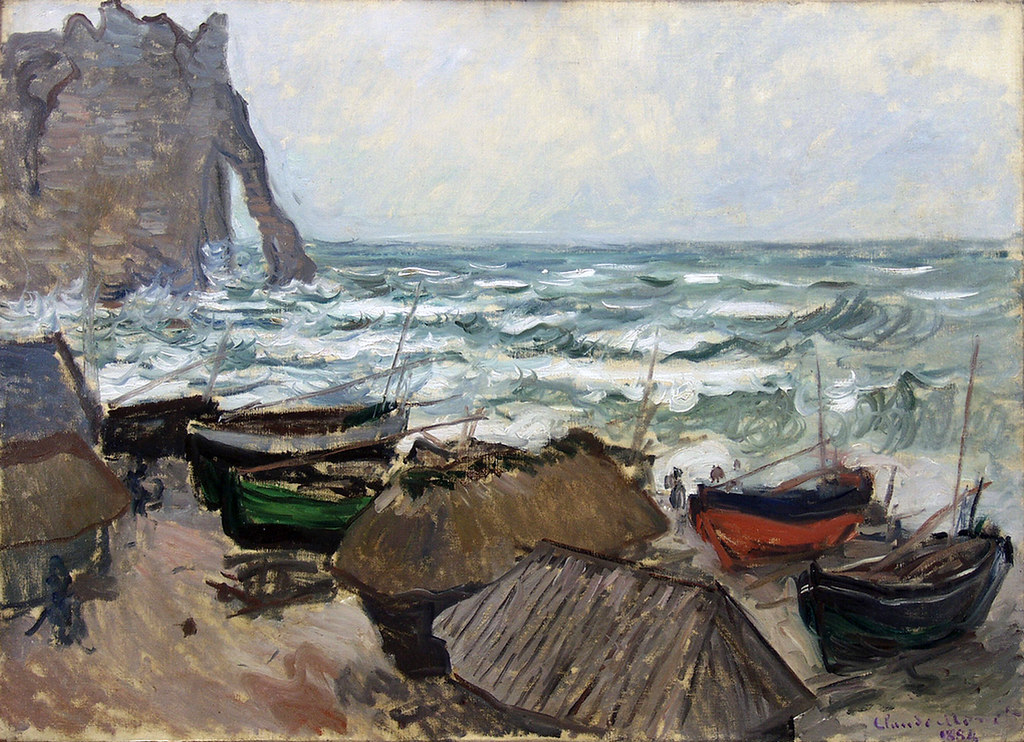
『エトルタの嵐の海』 クロード・モネ, 1883年
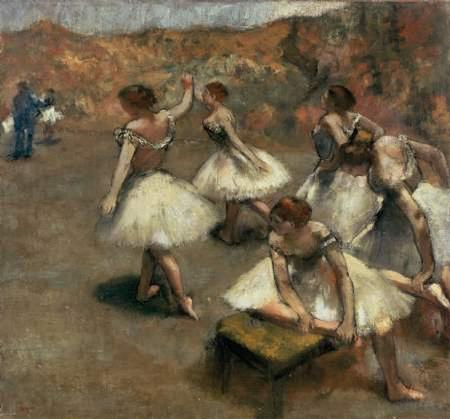
『ステージ上の踊り子』 エドガー・ドガ, 1889年頃
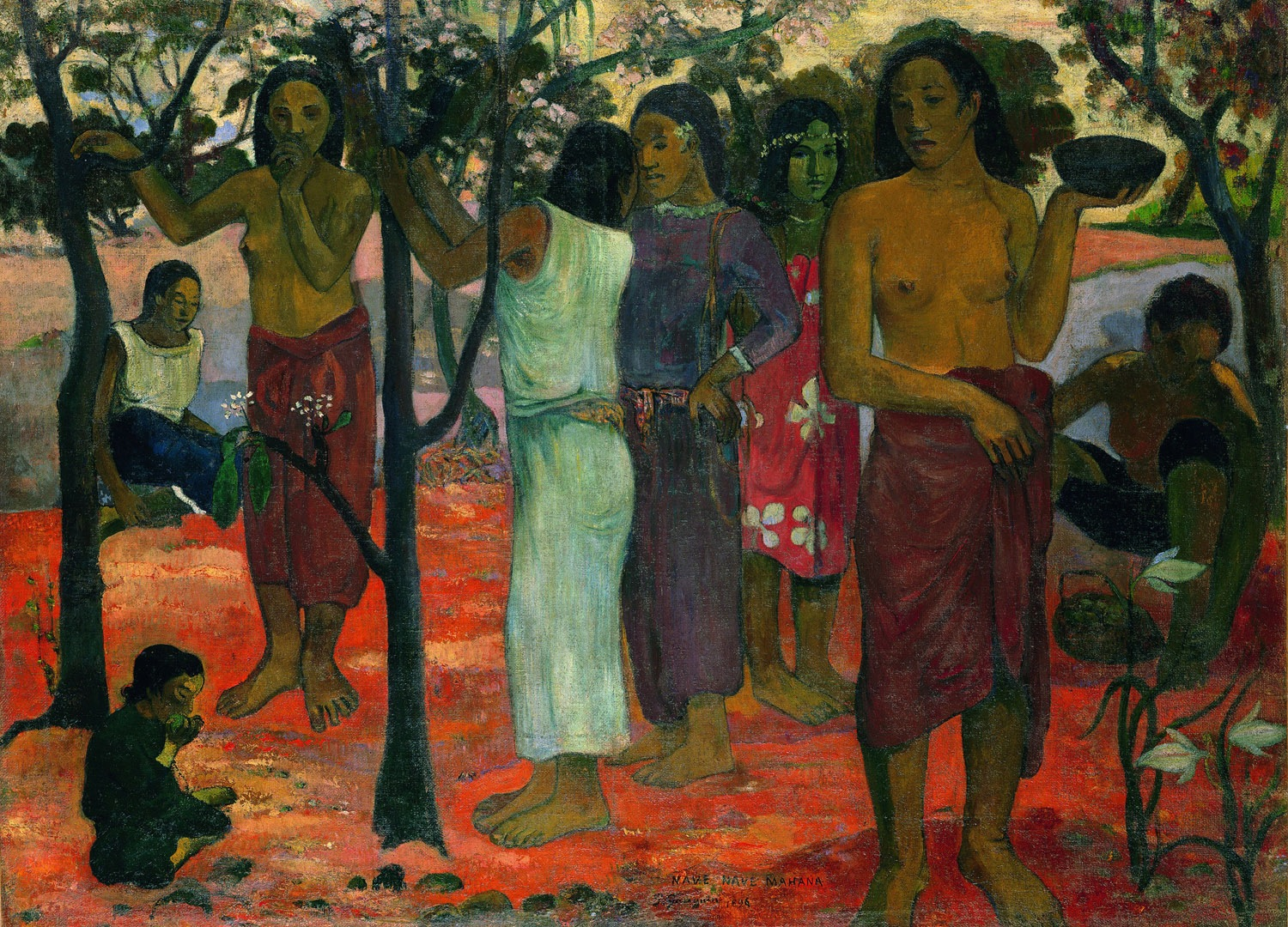
『ナヴェ・ナヴェ・マハナ』 ポール・ゴーギャン, 1896年

## 参照
1. ↑  {{{1}}} (PDF) "Muséostat 2009" (PDF). Développement culturel, Ministère de la Culture et de la Communication. 2011年7月5日閲覧。